# Airtel Africa
Airtel Africa plc est une entreprise britannique qui fournit des services de télécommunications et d'argent mobile dans 14 pays d'Afrique, principalement en Afrique de l'Est, en Afrique centrale et en Afrique de l'Ouest. Airtel Africa est détenue majoritairement par l'opérateur indien de télécommunications Bharti Airtel. Airtel Africa propose des services de voix et de données mobiles, ainsi que des services d'argent mobile, tant au niveau national qu'international. Airtel Nigeria est l'entité la plus rentable d'Airtel Africa, grâce à ses forfaits de données à bas prix au Nigeria. En mars 2019, Airtel comptait plus de 99 millions d'abonnés sur le continent. L'entreprise est cotée à la Bourse du Nigéria, la Bourse de Londres et fait partie de l'indice FTSE 100,.

## Historique
En 1998, le Soudanais Mohamed Ibrahim crée MSI Cellular, l'ancêtre d'Airtel Africa.
Airtel Africa existe d'abord sous le nom de Celtel de 1998 à 2008.
En 2005, le Kowëtien MTC acquiert Celtel, devenu bénéficiaire depuis 2003 après plus de 850 millions de dollars investis par son fondateur.
En 2008, l'entreprise prend le nom de Zain.
En 2010, Bharti Airtel rachète Zain à MTC. Dans la foulée, la compagnie change de nouveau de nom et devient Airtel Africa.
En 2014, l'entreprise envisage de se restructurer pour améliorer sa profitabilité,,.
Airtel Africa développe une filiale de mobile money, Airtel Money, permettant notamment le paiement de factures, d'achats ou de paris sportifs en ligne.
En 2021, Airtel Africa déménage son siège social à Dubaï.
En 2024, Airtel Africa espère introduire en bourse sa filiale Airtel Money.
En avril 2024, après une année 2023 difficile, Airtel Africa initie une offre de rachat d'actions afin de redresser ses finances.

## Implantation

Carte montrant la couverture mondiale d'Airtel

One Network est un réseau de téléphonie mobile qui permet aux clients Airtel d'utiliser le service dans plusieurs pays au même tarif que leur opérateur national. Les appels sortants sont facturés au même tarif que leur opérateur local, et les appels entrants sont gratuits. En 2024, Airtel Africa est présente dans 14 pays d'Afrique : République du Congo, République démocratique du Congo, Gabon, Kenya, Madagascar, Malawi, Niger, Nigeria, Rwanda, Seychelles, Tchad, Tanzanie, Ouganda et Zambie,.